# Manteniment de la Smart Machine
El manteniment de la màquina intel·ligent o manteniment de la Smart Machine es basa principalment en el manteniment predictiu, que consisteix en anticipar futurs problemes en una línia de producció abans que aquests es produeixin. Les noves tecnologies fan possible detectar aquests problemes de maneres més senzilles amb l'ús de dispositius. El manteniment predictiu té un paper important en la indústria 4.0 ja que permet organitzar d'una manera més eficient els mitjans de producció. Això evita parades de maquinària per errors i, com a conseqüència, s'eviten pèrdues econòmiques causades per avaries. Aquest manteniment té diversos avantatges com mantenir una producció constant i eficient, permetre el manteniment de les màquines abans que es trenquin sense parar la producció, augmentar la rendibilitat de les màquines, reduir accidents i augmentar la seguretat dels treballadors. Un factor important en aquest camp són els projectes que apliquen aquest tipus de manteniment per optimitzar la gestió o facilitar problemes per a grans empreses.

## Objectius i necessitats de la indústria 4.0
El principal objectiu del manteniment de la indústria 4.0 és la prevenció de riscos, perills i avaries dins del propi sistema, és a dir, crear algun tipus de dispositiu o programa que es dediqui a analitzar una gran quantitat de dades que el sistema emmagatzema. Això requereix l'ajut d'un equip de treballadors o bé un sol treballador amb bons coneixements d'informàtica i telecomunicacions. Gràcies a l'anàlisi de dades, pot deduir quins components necessiten reparació o bé tasques de manteniment preventiu, així com entendre millor els components, poder-los comparar amb similars i comprovar com es podria millorar el rendiment. Per poder assolir tot això, és necessari:
- Protocols de comunicació per als components
- Gestió avançada de dades i estadística per poder prendre les decisions de manteniment
- Tenir experiència en gestió de models estadístics per a l'optimització del manteniment
- Gestió de grans bases de dades
- Coneixement del negoci i la seva escala de valor

## Funcionament del Manteniment Preventiu
Si tirem una mica enrere, les indústries es limitaven a actuar com un taller de manteniment sota la idea de crear una gran capacitat humana que pogués atendre qualsevol imprevist dintre de les plantes industrials. Aquesta filosofia es coneix actualment com a (manteniment correctiu). Però, el canvi tan accelerat en els processos industrials impulsat pels últims avenços en l'Internet de les coses (IoT), ha remodelat el futur de les empreses combinant flexibilitat i tecnologia.
La incorporació de tècniques de mesura i anàlisi ha donat lloc al (manteniment preventiu). Aquest, permet avançar-nos als esdeveniments mitjançant sensors, que ens indiquen qualsevol anomalia o situació diferent de les habituals, amb la finalitat d'evitar problemes o defectes potencials dels equips productius. Es pot dir que, la seva missió principal és optimitzar la fiabilitat i disponibilitat dels equips al mínim cost.
Aquesta adaptació a les noves tecnologies pren un paper imprescindible en l'anomenada (quarta revolució industrial) en els aspectes d'anticipació, eficiència i eficàcia de la fàbrica intel·ligent. Específicament, els defectes que es detecten amb aquests equips, eviten parades de la maquinària per errors, la qual cosa suposa que les pèrdues econòmiques imprevistes de la producció es redueixen. Això provoca que no solament es garanteix el flux continu de la producció, sinó també el flux de l'economia.
Els avantatges principals que suposa aquest tipus de manteniment preventiu queden resumits en tres:
- Planificació i programació de les accions: Permet detectar errors del sistema amb suficient antelació, amb el qual s'afavoreix que el (manteniment correctiu) es realitzi amb més qualitat. Les prediccions del conjunt de sensors poden aparèixer en les parades tècniques del servei, per tant, no es perd operativitat ni volum de producció.
- És una tècnica on-condition: La majoria de tècniques de manteniment es realitzen amb la maquinària en rendiment total.
- És un manteniment proactiu: A diferència del correctiu, es prediu el que pot passar, i suposa poder posar remei abans de temps, respectant el flux de treball de l'empresa i oferint una major qualitat en el servei.

Un bon manteniment no només depèn un funcionament eficient en les instal·lacions i les màquines, sinó que, és necessari portar-lo amb rigor per aconseguir altres objectius com allargar la vida útil dels productes o evitar reparacions d'emergència. Encara que el manteniment preventiu és considerat valuós per a les organitzacions, existeixen errors en la maquinària o errors humans, que no es poden preveure a l'hora de realitzar aquests processos de manteniment.
Segons l'Internet of Things Intitute, s'aproxima que el 45% de les plantes industrials que estan invertint en noves tecnologies centren les seves iniciatives en aplicacions relacionades amb aquest tipus de manteniment. Tenint en compte aquesta tendència, és important mencionar que el manteniment predictiu porta aplicant-se amb èxit a la indústria des de fa més de 20 anys i, encara que s'hagi avançat en altres aspectes, moltes de les aplicacions que s'estan proposant al mercat es basen en aquesta tecnologia ja existent.
Un manteniment planificat millora la productivitat fins a un 25%, redueix el 30% dels costos de manteniment i allarga la vida útil de la maquinària i els equips fins a un 50%.
Pel que fa a la mesura i recol·lecció de dades, les tècniques utilitzades segueixen les mateixes que fa 10 anys (vibracions, ultrasons, paràmetres elèctrics, termografia, etc.). L'evolució la trobem en les comunicacions, amb la transició del cable a la tecnologia Wireless que facilita en gran manera la instal·lació d'aquests sensors, permetent mesurar un nombre més gran d'activacions i automatitzant-les. Tot això, abans es realitzava de forma manual.
L'avanç més avantguardista en el qual és més predictiu, fa referència a la fase d'integració de la informació i el seu processament. Fins ara, cada tècnica predictiva s'analitzava amb el seu propi software, generant així illes d'informació i dificultant la correlació entre altres paràmetres.
Actualment, les plataformes d'integració tenen un paper imprescindible en les indústries intel·ligents, ja que recullen les dades de qualsevol tècnica, permetent així correlacionar-les i generar patrons de comportament. Aquesta tècnica fa més fiable el sistema, en la integritat de les dades emmagatzemades i en un intercanvi d'informació correcta, a la màxima velocitat possible dintre d'una configuració òptima.
Dintre del manteniment preventiu, existeix programari que permet a l'usuari vigilar constantment l'estat del seu equip, així com realitzar petits ajustos de manera fàcil. Aquest es diferència de la resta de manteniments d'actualització, ja que es produeix generalment després d'una petició de l'usuari final o després d'un estudi de possibilitats de millora en els diferents mòduls del sistema.
Machine learning en l'entorn de manteniment
Amb la transformació digital de la indústria 4.0 s'estan creant processos productius i generant gran quantitat de dades que els ordinadors són capaços de processar-les i tractar-les de més formes de les que aplicant la lògica humana se'ns podria ocórrer.
Les nostres experiències unides a les noves eines d'anàlisi ens estan permetent programar algoritmes i facilitar mètodes perquè les màquines puguin aprendre totes les dades que reben i siguin prou intel·ligents per donar a resposta per si mateixes i prendre decisions davant condicions canviants en el procés industrial. La finalitat primordial és detectar abans que es produeixi un accident laboral o per optimitzar el rendiment de la maquinària i processos.
Aquesta col·lecció de serveis intel·ligents (APIs, Web Services, etc.), ens permeten dotar a Apps, robots o wearables de capacitats humanes, com veure, escoltar, entendre i interpretar les nostres necessitats i interaccions utilitzant mètodes naturals de comunicació.
El mètode de programació que utilitzen aquestes màquines es basa en l'ús de xarxes neuronals, dominades així per l'estructura en la qual s'organitzen (nodes), i simulen el pensament i la capacitat de prendre decisions humanes, també anomenat Deep Learning.
L'empresa Inycom ja està buscant sortides en camps del manteniment, buscant una solució en l'entorn ferroviari per optimitzar el seu manteniment mitjançant una eina holística basada en la recollida i anàlisi de milers de dades (característiques dels vehicles, les infraestructures, el mode d'operació, l'historial de manteniment, etc), amb la finalitat de prevenir errades en la infraestructura a curt i a mitjà termini.
Les tecnologies ja existeixen en la indústria 4.0 i cada cop s'apliquen més per mantenir i augmentar la seva competitivitat i no quedar-se fora del mercat. Algunes de les àrees de l'impacte amb l'aplicació d'aquestes tècniques analítiques són:
- Millora de la capacitat de producció i del manteniment preventiu
- Monitoratge de processos productius
- Optimització de consums, recursos, inventari i dels preus
- Millora de la qualitat del producte i servei al client

## Projecte Mantis[3][4]
Mantis és un sistema basat en web que registra i controla els errors, la forma d'accedir al sistema és mitjançant un navegador i la seva compatibilitat és bastant extensa i accepta qualsevol tipus de navegador web. L'objectiu de mantis és crear un sistema de control de "bugs" per tal de poder prevenir-los en un futur. S'ha de dir que mantis es totalment adaptable a gairebé tot tipus d'empresa, fàbrica ... També cal dir que el projecte Mantis és un projecte de codi obert que va ser creat mitjançant la col·laboració multinacional de diferents empreses europees.

### Perfils
Per interactuar a la plataforma digital web Mantis hi ha diferents perfils d'usuaris segons el nivell de autoritat que tenen. Definint així a on poden accedir i a on no. El perfils són els següents:
- Espectador: Com el mateix nom indica aquest usuari es un mer espectador de lo que passa a la plataforma. Com a tal només té accés a la consulta d'incidències dels projectes als que s'hagi associat i supervisar l'evolució de les incidències notificades en aquests.
- Informador: Són aquells usuaris encarregats de buscar problemes i suggerir canvis o solucions durant les distintes etapes d'un projecte. Això ho fan a partir de la informació extreta mitjançant el test d'aplicacions i la cerca d'errors i desenvolupament. Per poder complir amb aquestes expectatives aquest tipus d'usuaris tenen accés a la Consulta i la creació d'incidències.
- Desenvolupador: Són aquells usuaris encarregats de programar i, per tant, desenvolupar un projecte dintre de la plataforma web Mantis. Per poder fer tal cosa poden accedir a tots el recursos de Mantis (consulta, creació, canvi d'estat i assignació d'incidències).
- Manager: Són aquells usuaris responsables de Mantis (treballadors). Les dues feines principals d'aquests usuaris es l'accés, actualització (u cop resoltes) i creació d'incidències. Altres possibilitats que té aquest usuari seia la de poder accedir a totes les incidències que s'han registrat en l'aplicació segons el projecte seleccionat. Per fer aquestes feines aquest usuari té accés a tots el recursos de Mantis.
- Administrador: Aquest perfil està reservat a l'administrador de Mantis. Com a tal té accés a tots el recursos de Mantis.

### Recursos de mantis
1. Visualització/Consulta d'incidències: El poden tots els usuaris i permet la visualització de totes les incidències.
2. Creació d'incidències: La creació de noves incidències consta d'un formulari que conté:
- Categoria (Marca el tipus d'incidència)
- Frequència del error
- Gravetat del error
- Prioritat
- Resum de la incidència (Obligatori)
- Descripció (Obligatori)
- Informació addicional
- Pujar arxiu (imatge)
- Accés

3. Canvi d'estat d'incidències
Es pot esdevenir per la resolució de la incidència o per la reasignació d'aquesta.
- Resolució: Una vegada que s'hagi accedit i solucionat la incidència el desenvolupador o tècnic en qüestió podrà actualitzar-la.
- Reasignació: Si un usuari de mantis no aconsegueix solucionar la incidència pot reasignar-la a un tècnic de major nivell o a un altre que estigui capacitat per aquesta tasca

## Pla de manteniment preventiu-predictiu de l'empresa Remaplast[5]
L'empresa Remaplast és una empresa dedicada a cobrir la necessitat a nivell regional i estatal de diferents components i tubs de PVC. Es va dissenyar un projecte de manteniment de caràcter preventiu i predictiu per ajudar a gestionar l'empresa i fer un càlcul per a l'ajuda del manteniment dels components.

### Mòduls del projecte
Aquest projecte compta amb una interfície molt bàsica i intuïtiva i quatre mòduls, amb els seus submòduls corresponents, principals pel seu funcionament:

#### Administratiu
- Equips: Aquest submòdul conté tota la informació tècnica dels equips, així com el seu historial de manteniment i inventari.
- Recursos humans: Aquest submòdul aporta informació sobre els tècnics de manteniment.
- Proveïdors: Aquest submòdul conté tota la informació relativa amb els proveïdors de l'empresa; representants, representants, etc.
- Zones: Aquest submòdul aporta informació sobre les diferents zones de treball per classificar els equips.

#### Manteniment correctiu
- Ordre de servei: Submòdul que s'encarrega de fer ordres de seguiment i fer-li el corresponent seguiment.
- Mà d'obra: Gestiona tots els treballadors que han intervingut en una ordre de servei.
- Consultes: S'encarrega de que puguis veure quines ordres de servei queden per fer, les dates límit d'aquestes i un petit resum d'activitats.
- Actualització: Et permet modificar una ordre de servei, en cas que sigui necessari.

#### Manteniment predictiu
- Llista d'activitats: Mostra la planificació de les activitats en el pla de manteniment.
- Activitats: Permet generar un nombre il·limitat d'activitats de manteniment predictiu.
- Calendari: Mostra, de forma ordenada, el pla de manteniment.
- Actualització: En el cas de ser necessari, permet modificar el pla de manteniment.

#### Informes
Aquest mòdul genera els informes un cop fetes les tasques de manteniment.

## Relacions entre diferents projectes
Entre els diferents exemples de manteniment preventiu podem distingir dos tipus principalment, un d'aquests es basa en el manteniment d'elements industrials i l'altre es basa en recopilar informació sobre errors per poder facilitar la resolució d'aquests a clients que s'hi trobin.
En un projecte de manteniment preventiu industrial, els possibles problemes son detectats mitjançant sensors, i a partir d'aquests sensors es determina el correcte funcionament o possibles problemes futurs de la maquinària, en canvi en l'altre tipus de projecte la recopilació de dades es fa mitjançant l'experiencia del client, un cop recopilada aquesta informació pasa a formar part d'una base de dades on posteriorment un client amb el mateix problema podra trobar la solució a aquest. Els dos tipus de projectes es basen en solucionar futurs problemes, la diferència es que en el cas del projecte de manteniment industrial el problema se soluciona abans que es produeixi, en canvi l'altre nomes preveu la possible aparició d'un problema que ja s'ha prduït i prepara una solució per poder solucionar-ho.
Una altra de les principals diferencies es a la gent que va dirigit aquest tipus de projectes, mentres un el que fa es millorar la producció d'una empresa i preveure possibles imprevistos, l'altre el que fa es facillitar la solució del problema a un client, d'altra banda el seu objectiu final segueix sent el mateix, que seria: millorar el rendiment dels treballadors i beneficiar als clients ja sigui amb mes rapidesa al entregar la feina o facilitant solucions per problemes.